# 강타 & 바네스
강타 & 바네스(KANGTA & VANNESS)는 대한민국의 아이돌 그룹 H.O.T.의 멤버 강타와 타이완의 아이돌 그룹 F4의 멤버 우젠하오 (바네스)로 결성된 듀오이다. 2004년 5월 8일 타이완 개최된 골든 멜로디 어워드 (Golden Melody Awards)에서 두 사람이 함께 만난 걸 계기로 결성되었다.

## 디스코그래피
- 정규 앨범 《Scandal》 (2006)
- 리패키지 앨범 《Scandal (Repackage)》 (2006)

## 쇼케이스 및 콘서트

### 쇼케이스
| 개최일          | 도시 | 국가     | 개최지                    |
| --------------- | ---- | -------- | ------------------------- |
| 2006년 5월 10일 | 서울 | 대한민국 | 연세대학교 100주년 기념관 |

### KANGTA & VANNESS SCANDAL in Beijing
| 개최일                     | 도시 | 국가 | 개최지            |
| -------------------------- | ---- | ---- | ----------------- |
| 2006년 9월 22일 ~ 9월 23일 | 북경 | 중국 | 베이징 인민대회당 |

## 수상 경력
- 2006년 한류중국-2006풍상대전 《가장 인기 있는 10대 그룹상》
- 2006년 제13회 대한민국연예예술상 《한류올스타상》
- 2006년 제16회 서울가요대상 《한류특별상》